# Andrew Lang
Pour les articles homonymes, voir Andrew Lang (basket-ball) et Lang.
Andrew Lang, né à Selkirk  le 31 mars 1844 et mort le 20 juillet 1912 à Banchory, est un homme de lettres écossais, poète, romancier, critique littéraire.

## Biographie
Il est surtout connu pour ses travaux sur le folklore, la mythologie et la religion. Il tente d'expliquer la formation de la religion, du surnaturel à partir du milieu naturel.
Éditeur du Harper's Magazine en 1885, il aide Henry Rider Haggard à publier Les Mines du Roi Salomon et fait paraître avec lui The World's Desire, une sorte de suite de l'Odyssée. Il est principalement connu pour la série de douze recueils de contes de fées qu'il publie de 1889 à 1910, chacun nommé d'après une couleur.

## Ouvrages

### 1872-1889
- The Ballads and Lyrics of Old France (1872)
- The Odyssey Of Homer Rendered Into English Prose (1879). Traduction en collaboration avec Samuel Henry Butcher.
- Aristotle's Politics (1877)
- The Folklore of France (1878)
- XXII Ballades in Blue China (1880)
- Oxford. Brief historical & descriptive notes (1880)
- Notes on Pictures by Millais (1881)
- The Black Thief (1882)
- Helen of Troy (1882). Poésies.
- The Most Pleasant and Delectable Tale of the Marriage of Cupid and Psyche (1882). Avec William Aldington.
- The Iliad of Homer, a prose translation (1883). Avec Walter Leaf et Ernest Myers.
- Custom and Myth (1884)
- The Princess Nobody: A Tale of Fairyland (1884)
- Ballads and Verses Vain (1884)
- Rhymes à la Mode (1884)
- Much Darker Days (1884)
- That Very Mab (1885). Avec May Kendall
- Books and Bookmen (1886)
- Letters to Dead Authors (1886)
- In the Wrong Paradise (1886). Nouvelles.
- The Mark of Cain (1886). Roman.
- Lines on the Shelley Society (1886)
- Almae matres (1887)
- He (1887). Parodie. Avec Walter Herries Pollock.
- Aucassin and Nicolette (1887)
- Myth, Ritual and Religion (2 volumes, 1887). Traduction de  Léon Marillier, sous le titre Mythes, cultes et religion, Paris, Félix Alcan, coll. «Bibliothèque de philosophie contemporaine», 1896.
- Johnny Nut and the Golden Goose (1887). Traduit du français de Charles Deulin.
- Grass of Parnassus (1888). Poésies.
- Perrault's Popular Tales (1888)
- Gold of Fairnilee (1888)
- Pictures at Play or Dialogues of the Galleries (1888). Avec W.E. Henley.
- The Idyls Of Theocritus, Bion & Moschus (1889). Traduction.
- Prince Prigio (1889)
- The Blue Fairy Book (1889)
- Letters on Literature (1889)
- Lost Leaders (1889)
- Ode to Golf (1889)
- The Dead Leman and other tales from the French (1889). Traduction.

### 1890-1899
- The Red Fairy Book (1890)

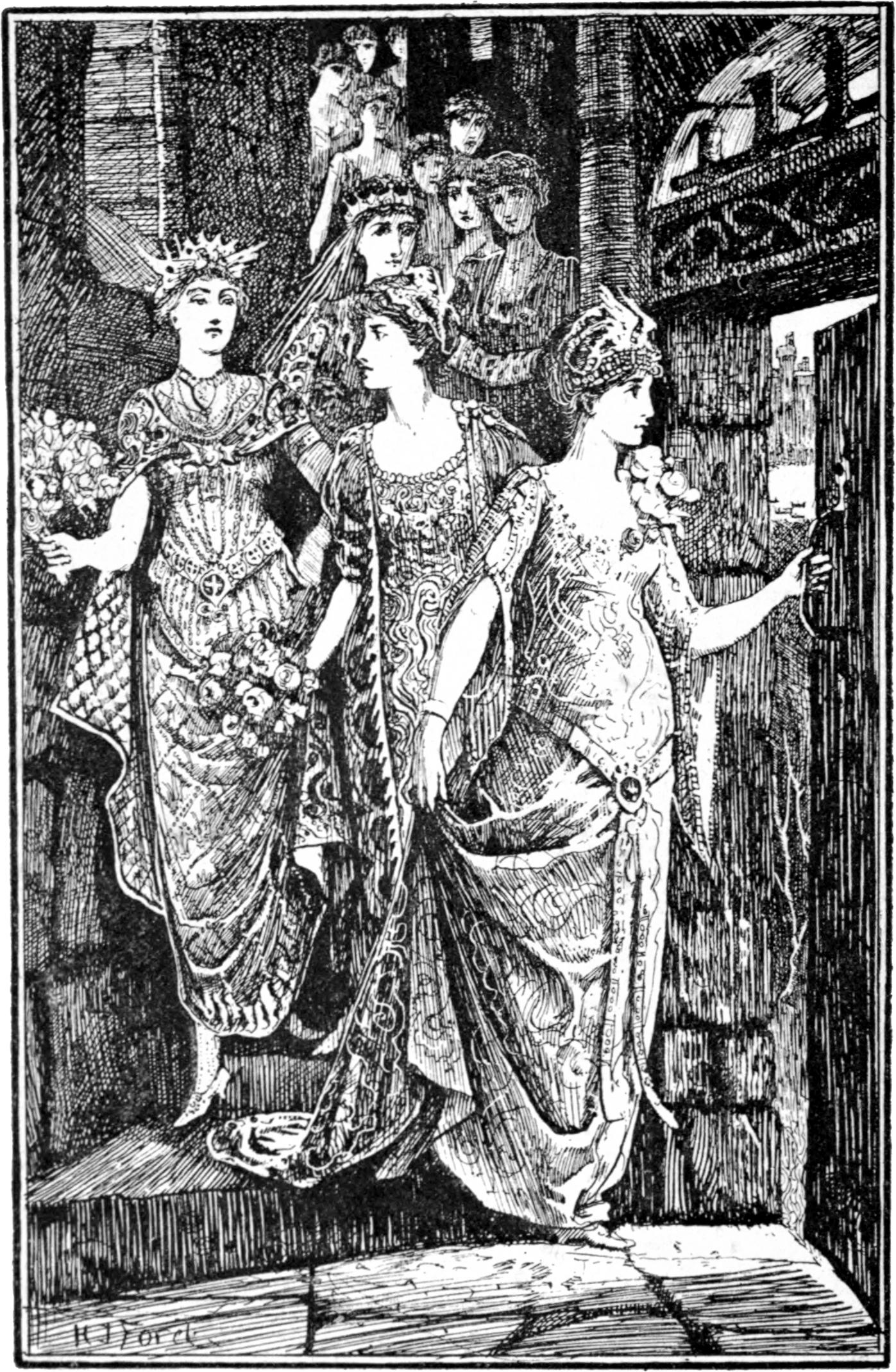
Frontispice du Red Fairy Book (1890).

- The World's Desire (1890). Avec Henry Rider Haggard
- Old Friends: Essays in Epistolary Parody (1890)
- The Strife of Love in a Dream, Being the Elizabethan Version of the First Book of the Hypnerotomachia of Francesco Colonna (1890)
- The Life, Letters and Diaries of Sir Stafford Northcote, 1st Earl of Iddesleigh (1890)
- Etudes traditionnists (1890)
- How to Fail in Literature (1890)
- The Blue Poetry Book (1891)
- Essays in Little (1891)
- On Calais Sands (1891)
- The Green Fairy Book (1892)
- The Library with a Chapter on Modern English Illustrated Books (1892). Avec Austin Dobson.
- William Young Sellar (1892)
- The True Story Book (1893)
- Homer and the Epic (1893)
- Prince Ricardo of Pantouflia (1893)
- Waverley Novels, 48 volumes (1893)
- Montezuma's Daughter (1893). Avec Henry Rider Haggard.
- The Yellow Fairy Book (1894)
- Kirk's Secret Commonwealth (1893)
- St Andrews (1893)
- The Tercentenary of Izaak Walton (1893)
- Ban and Arrière Ban (1894)
- Cock Lane and Common-Sense (1894)
- Memoir of R. F. Murray (1894)
- The Red True Story Book (1895)
- My Own Fairy Book (1895)
- Angling Sketches (1895)
- A Monk of Fife (1895)
- The Voices of Jeanne D'Arc (1895)
- The Animal Story Book (1896)
- The Poems and Songs of Robert Burns (1896)
- The Life and Letters of John Gibson Lockhart (2 volumes, 1896)
- The Nursery Rhyme Book (1897)
- The Miracles of Madame Saint Katherine of Fierbois (1897). Traduction.
- The Pink Fairy Book (1897)
- A Book of Dreams and Ghosts (1897)
- Pickle the Spy (1897)
- Modern Mythology (1897)
- The Companions of Pickle (1898)
- The Arabian Nights Entertainments (1898)
- The Making of Religion (1898)
- Selections from Coleridge (1898)
- Waiting on the Glesca Train (1898)
- The Red Book of Animal Stories (1899)
- The Homeric Hymns (1899). Traduction.
- The Works of Charles Dickens in Thirty-four Volumes (1899)

### 1900-1909
- The Grey Fairy Book (1900)
- Prince Charles Edward (1900)
- Parson Kelly (1900)
- The Poems and Ballads of Sir Walter Scott, Bart (1900)
- A History of Scotland - From the Roman Occupation (4 volumes, 1900–1907)
- Notes and Names in Books (1900)
- Alfred Tennyson (1901)
- Magic and Religion (1901)
- Adventures Among Books (1901)
- The Violet Fairy Book (1901)
- The Mystery of Mary Stuart (1901 ; 1904)
- The Book of Romance (1902)
- The Disentanglers (1902)
- James VI and the Gowrie Mystery (1902)
- Notre-Dame Of Paris (1902). Traduction.
- The Young Ruthvens (1902)
- The Gowrie Conspiracy: the Confessions of Sprott (1902)
- The Crimson Fairy Book (1903)
- Lyrics (1903)
- Social England Illustrated (1903)
- The Story of the Golden Fleece (1903)
- The Valet's Tragedy (1903)
- Social Origins (1903)
- The Snowman and Other Fairy Stories (1903)
- Stella Fregelius: A Tale of Three Destinies (1903). Avec Henry Rider Haggard.
- The Brown Fairy Book (1904), qui comprend, entre  autres, Habogi.
- Historical Mysteries (1904)
- The Secret of the Totem (1905)
- New Collected Rhymes (1905)
- John Knox and the Reformation (1905)
- The Puzzle of Dickens's Last Plot (1905)
- The Clyde Mystery. A Study in Forgeries and Folklore (1905)
- Adventures among Books (1905)
- Homer and His Age (1906)
- The Red Romance Book (1906)
- The Orange Fairy Book (1906)
- The Portraits and Jewels of Mary Stuart (1906)
- Life of Sir Walter Scott (1906)
- The Story of Joan of Arc (1906)
- New and Old Letters to Dead Authors (1906)
- Tales of a Fairy Court (1907)
- The Olive Fairy Book (1907)
- Poets' Country (1907). En collaboration.
- The King over the Water (1907)
- Tales of Troy and Greece (1907)
- The Origins of Religion (1908)
- The Book of Princes and Princesses (1908)
- Origins of Terms of Human Relationships (1908)
- Select Poems of Jean Ingelow (1908)
- Three Poets of French Bohemia (1908)
- The Red Book of Heroes (1909)
- The Marvellous Musician and Other Stories (1909)
- Sir George Mackenzie King's Advocate, of Rosehaugh, His Life and Times (1909)

### 1910-1912
- The Lilac Fairy Book (1910)
- Does Ridicule Kill? (1910)
- Sir Walter Scott and the Border Minstrelsy (1910)
- The World of Homer (1910)
- The All Sorts of Stories Book (1911)
- Ballades and Rhymes (1911)
- Method in the Study of Totemism (1911)
- The Book of Saints and Heroes (1912)
- Shakespeare, Bacon and the Great Unknown (1912)
- A History of English Literature (1912)
- In Praise of Frugality (1912)
- Ode on a Distant Memory of Jane Eyre (1912)
- Ode to the Opening Century (1912)

Ouvrages posthumes
- Highways and Byways in The Border (1913)
- The Strange Story Book (1913)
- The Poetical Works (4 volumes, 1923)
- Old Friends Among the Fairies: Puss in Boots and Other Stories. Chosen from the Fairy Books (1926)
- Tartan Tales From Andrew Lang (1928)
- From Omar Khayyam (1935)